# Тайна секретной лаборатории
Тайна секретной лаборатории — шестой роман из серии Великолепная пятёрка Энид Блайтон. Впервые был опубликован в октябре 1947 года. Книга послужила вдохновением для создания немецкого фильма 2012 года «Fünf Freunde».

## Сюжет
Джулиан, Дик, Энн и Джордж планировали посетить остров Киррин на школьные каникулы, но отец Джорджа, дядя Квентин, использует остров для проведения секретных научных экспериментов.
Джордж расстроена этой идеей, но соглашается предоставить свой остров отцу, пока он не завершит свой эксперимент. Позже становится известно, что дядю Квентина похищают злодеи, желающие получить его секретную формулу альтернативной энергии. Дядю Квентина держат в подводном туннеле, и Пятерке предстоит его спасти.
Во время приключения Тимми играет важную роль в спасении дяди Квентина от похитителей. Дети знакомятся с художником по имени Мартин, чей опекун, мистер Кёртон, входит в банду, пытающуюся украсть секретную формулу. После спасения Мартина принимают в художественную школу и он освобождается от своего опекуна.

## Персонажи
- Джордж (полное имя Джорджина) — пацанка
- Джулиан — мальчик, старший из четверых
- Дик — мальчик
- Энн — девочка, младший из четверых
- Тимми (полное имя Тимоти) — собака

### Члены семьи
- Дядя Квентин — отец Джорджа, дядя Джулиана, Дика и Энн
- Тетя Фанни — мать Джорджа, тетя Джулиана, Дика и Энн

### Иные персонажи
- Мартин — художник
- Мистер Кёртон — опекун Мартина